# Walter Gross (skådespelare)
Walter Gross, född 5 februari 1904 i Eberswalde, död 17 maj 1989 i Västberlin, var en tysk skådespelare och kabaréartist. Gross filmdebuterade 1933. Han internerades några månader på lägret Esterwegen 1935 efter ett uppträdande vid Tingel-Tangel-Theater som inte uppskattades av den nazityska regimen. Gross blev under efterkrigstiden en flitigt förekommande skådespelare i västtysk film och TV.

## Filmografi, urval
- 1933 – Det var en gång en musiker
- 1937 – Kapriolen
- 1946 – Under broarna
- 1947 – Razzia
- 1949 – En kvinnas offer
- 1950 – Bürgermeister Anna